# Sergio Vegas
Sergio Vegas Cid (Medina del Campo, España; 24 de noviembre de 1976) es un rejoneador y ganadero de toros y caballos español. 
Reside desde niño en Rueda, Valladolid. De familia taurina, Sergio Vegas comenzó a dar sus primeros pasos en su tierra, Valladolid, con el ejemplo y los consejos de su padre, el ganadero y rejoneador Eladio Vegas. Triunfó en plazas como Nimes, Campo Pequeño (Lisboa), Zaragoza, Bayona o San Sebastián.
Los caballos estrella de su cuadra son animales ya consagrados como Chispito, Pellizco, Zeus, Bachata y Talismán.